# Skolt-Samisch
Skolt-Samisch (sääʹmǩiõll) is een Fins-Oegrische taal die wordt gesproken door de Skolt-Samen in een zeer klein deel van Finland (hoofdzakelijk Sevettijärvi) en het gebied rond het Lavazero-meer in Rusland. Vroeger werd de taal ook nog gesproken in Näätämö aan de grens met Noorwegen.

## Geschiedenis
Voor de Tweede Wereldoorlog werd Skolt-Samisch gesproken in vier Finse dorpen en Petsjenga. Na de Russische annexatie van dit gebied tijdens de Tweede Wereldoorlog werden de sprekers verdreven naar de dorpen Inari, Sevettijärvi en Nellim.
De taal is tegenwoordig een van de als officieel erkende talen in Lapland. Nadat het aantal sprekers zeer sterk was teruggelopen werd in 1993 een taalbad voor kinderen onder de 7 in het Skolt-Samisch georganiseerd, maar tegenwoordig ligt dit project stil vanwege gebrek aan subsidie. Het enige tijdschrift dat ooit in het Skolt-samisch is verschenen heette Sää´mođđâz, dit werd tussen 1978 en 1984 uitgegeven. Sinds enkele jaren wordt het Skolt-Samisch net als het Inari-Samisch gebruikt in enkele rockliederen van Tiina Sanila.

## Alfabet
Sinds 1973 geldt het Latijnse alfabet als de officiële spelling voor het Skolt-Samisch. Hieraan zijn de volgende extra karakters toegevoegd:
| А а | Â â | B b | C c | Č č | Ʒ ʒ | Ǯ ǯ | D d |
| Đ đ | E e | F f | G g | Ǧ ǧ | Ǥ ǥ | H h | I i |
| J j | K k | Ǩ ǩ | L l | M m | N n | Ŋ ŋ | O o |
| Õ õ | P p | R r | S s | Š š | T t | U u | V v |
| Z z | Ž ž | Å å | Ä ä | ʹ   |     |     |     |

De grafemen Q/q, W/w, X/x, Y/y en Ö/ö worden ook gebruikt, maar alleen in leenwoorden. De tekens Đ en Ǥ geven fricatieven weer. Het symbool Ŋ staat voor de velare nasaal [ŋ]. Suprasegmentele palatalisatie wordt weergegeven door een ´ na de klinker.
Voor geminaten vindt een korte periode van stemloosheid of een h-uitspraak plaats, zoals in joʹǩǩe, [jo̟hk̟k̟e], "naar de rivier". Epenthetische klinkers worden wel uitgesproken, maar niet geschreven. Zo wordt mieʹll, "zandbank", hetzelfde uitgesproken als miõʹlle, "naar de geest": [miellɘ̯].

## Fonologie
Kenmerkend aan de Skolt-Samische fonologie zijn een complex klinkersysteem en een fonematisch ontrast op suprasegmenteel niveau tussen gepalataliseerde en niet-gepalataliseerde klanken, waarbij de gepalatiseerde klanken worden gemarkeerd met een ʹ.

### Klinkers
Het klinkersysteem ziet er als volgt uit:
|                      | voorste klinker | centrale klinker | achterste klinker |
| -------------------- | --------------- | ---------------- | ----------------- |
| gesloten klinker     | i (i)           |                  | u (u)             |
| halfgesloten klinker | e (e)           | ɘ (õ)            | o (o)             |
| halfopen klinker     | ɛ (e)           | ɐ (â)            | ɔ (å)             |
| open klinker         | a (ä)           |                  | ɑ (a)             |

Let op:
- Het verschil tussen /e/? en /ɛ/? wordt niet weergegeven in de standaard spelling, waar beide klanken worden gespeld als e.
- /ɘ/? lijtk sterk o pde Estische õ.

Tussen lange en korte klinkers bestaat een fonematisch contrast, net als in bijvoorbeeld het klassiek Latijn: cf. leʹtt "vaartuig" vs. leeʹtt "vaartuigen". Alle klinkers komen zowel lang als kort voor.
Door klinkers te combineren kunnen twaalf open diftongen worden gevormd:
|                            | voorste klinker | voorste naar centrale klinker | achterste naar voorste klinker | achterste naar centrale klinker | achterste klinker |
| gesloten naar halfgesloten | ie (ie)         | iɘ (iõ)                       | ue (ue)                        | uɘ (uõ)                         |                   |
| gesloten naar halfopen     | iɛ (ie)         | iɐ (iâ)                       | uɛ (ue)                        | uɐ (uâ)                         | uɔ (uå)           |
| gesloten naar open         |                 |                               | ua (uä)                        |                                 |                   |
| gesloten naar halfopen     |                 | eɐ (eâ)                       |                                |                                 |                   |
| halfgesloten naar open     | ea (ea)         |                               |                                |                                 |                   |

Alle diftongen komen zowel lang als kort voor, maar dit wordt niet in de spelling weergegeven.

### Medeklinkers
Het medeklinkersysteem ziet er als volgt uit:
|                       |                 | labiaal | dentaal/alveolaar | dentaal/alveolaar | dentaal/alveolaar | postalveolaar | palataal | velaar |
| eenvoudig             | gepalataliseerd | labiaal | sibilant          | sibilant          |                   |               | palataal | velaar |
| --------------------- | --------------- | ------- | ----------------- | ----------------- | ----------------- | ------------- | -------- | ------ |
| nasaal                | nasaal          | m (m)   | n (n)             | nʲ (nj)           |                   |               |          | ŋ (ŋ)  |
| plosief and affricaat | stemloos1       | p (p)   | t (t)             |                   | t͡s (c)            | t͡ʃ (č)        | c͡ç (ǩ)   | k (k)  |
| plosief and affricaat | stemhebbend2    | b (b)   | d (d)             |                   | d͡z (ʒ)            | d͡ʒ (ǯ)        | ɟ͡ʝ (ǧ)   | g (g)  |
| Fricatief             | stemhebbend     | f (f)   |                   |                   | s (s)             | ʃ (š)         |          | x (h)  |
| Fricatief             | stemhebbend     | v (v)   | ð (đ)             |                   | z (z)             | ʒ (ž)         | ʝ (j)    | ɣ (ǥ)  |
| Tril                  | Tril            |         | r (r)             |                   |                   |               |          |        |
| Lateraal              | Lateraal        |         | l (l)             | lʲ (lj)           |                   |               |          |        |
| Halfklinkers          | Halfklinkers    | [w] (u) |                   |                   |                   |               | [j] (i)  |        |

1Stemloze plosieven en affricaten worden geaspireerd uitgesproken voor klinkers en sonoranten.
2Plosieven en affricaten worden licht stemhebbend uitgesproken.
3/x/ heeft de allofoon [h] aan het begin van woorden.
In het midden en aan het eind van woorden kunnen medeklinkers zowel lang (geminaten) als kort zijn. Het verschil is fonematisch: kuõskkâd "aanraken" → kuõskâm "Ik raak aan".

### Suprasegmenteel
Palatalisatie op suprasegmenteel niveau heeft eveneens een betekenisonderscheidende functie:
vääʹrr, "berg, heuvel"
cf. väärr "reis"
Deze palatalisatie heeft drie fonetische effecten:
- In gepalataliseerde lettergrepen wordt de beklemtoonde klinker iets meer voor in de mond gearticuleerd:
- Na een gepalataliseerde lettergreep wordt een volgende medeklinker of medeklinkercluster eveneens licht gepalataliseerd. nasal /ń/ (spelled <nj>) can occur both in non-palatalized and suprasegmentally palatalized syllables.
- Indien een woord uit niet meer dan één lettergreep bestaat en op een medeklinker eindigt, wordt na de medeklinker een klinker toegevoegd die niet meetelt voor het fonematisch onderscheid. Deze klinker neigt naar e indien sprake is van suprasegmentele palatalisatie, en in andere gevallen naar a.

### Klemtoon
Het Skolt-Samisch onderscheidt vier verschillende klemtonen:
- Primair accent (hoofdklemtoon)
- Secundair accent
- Tertiair accent
- Nulaccent

De hoofdklemtoon ligt altijd op de eerste lettergrepen. Bij woorden van twee of meer lettergrepen krijgt de laatste lettergrepen altijd een lichte (secundaire of tertiaire) klemtoon die minder zwaar is dan de klemtoon op de voorafgaande lettergreep. Bij woorden die in de comitatief of abessief staan, kunnen de twee laatste lettergrepen soms allebei ene tertiair accent hebben. Bij vervoegingen, postposities, partikelen en woorden van één lettergreep komen soms nulaccenten voor.

## Grammatica
Net als alle andere Fins-Oegrische talen is het Skolt-Samisch in hoge mate synthetisch. Net als het Estisch is het echter eerder een fusionele dan een agglutinerende taal, wat wil zeggen dat er ook binnen de stam van woorden betekenisonderscheidende veranderingen kunnen plaatshebben. Het Skolt-samisch kent bovendien veel porte-manteaumorfemen.
Het Skolt-Sami kent 9 naamvallen in het enkelvoud: de nominatief, genitief, datief, accusatief, locatief, illatief, abessief, essief, partitief, De genitief en accusatief zijn doorgaans allebei ongemarkeerd.
De persoonlijke voornaamwoorden kennen drie getallen: enkelvoud, meervoud en dualis.
|                            | Nederlands    | nominatief | Nederlands        | genitief |
| -------------------------- | ------------- | ---------- | ----------------- | -------- |
| Eerste persoon (enkelvoud) | Ik            | mon        | mijn              | muu      |
| Tweede persoon (enkelvoud) | jij/u         | ton        | jouw              | tuu      |
| Derde persoon (enkelvoud)  | hij/zij       | son        | zijn, haar        | suu      |
| Eerste persoon (dualis)    | wij (twee)    | muäna      | van ons (twee)    | muännai  |
| Tweede persoon (dualis)    | jullie (twee) | tuäna      | van jullie (twee) | tuännai  |
| Derde persoon (dualis)     | zij (twee)    | suäna      | van hun (twee)    | suännai  |
| Eerste persoon (meervoud)  | wij           | mij        | ons               | mij      |
| Tweede persoon (meervoud)  | jullie        | tij        | jullie            | tij      |
| Derde persoon (meervoud)   | zij           | sij        | hun               | sij      |

Tussen de persoonlijke voornaamwoorden hij en zij wordt in vorm geen onderscheid gemaakt. Ze worden als volgt verbogen:
|            | Enkelvoud | Dualis     | Meervoud    |
| ---------- | --------- | ---------- | ----------- |
| Nominatief | son       | suäna      | sij         |
| Genitief   | suu       | suännai    | sij         |
| Accusatief | suu       | suännaid   | siʹjjid     |
| Illatief   | suʹnne    | suännaid   | siʹjjid     |
| Locatief   | suʹst     | suännast   | siiʹst      |
| Comitatief | suin      | suännain   | siʹjjivuiʹm |
| Abessief   | suutää    | suännaitää | siʹjjitää   |
| Essief     | suuʹnen   | suännan    | --          |
| Partitief  | suuʹđed   | --         | --          |

Net als de meeste andere Fins-Oegrische talen heeft het Skolt-Sami een ontkennend werkwoord. Dit wordt als volgt vervoegd:
Indicatief teg. tijd Imperatief Optatief
```
enkelv. du/meerv. enkelv. du/meerv. sg. du/meerv.
1 jiõm jeäʹp 1 - - 1 ? jeällap
jim jep
2 jiõk jeäʹped 2 jieʹl jieʹlled 2 jieʹl jieʹlled
jik jeʹped jeʹl jeʹlled jeʹl jeʹlled
3 ij jiâ, jeä, jie 3 - - 3 jeälas jeällaz
4 jeäʹt
```